# Marie Depage
Marie Depage (Ixelles, 23 settembre 1872 – Oceano Atlantico, 7 maggio 1915) è stata un'infermiera belga, nota per aver fondato con il marito medico, l'École belge d'infirmières diplômées e nel 1914 l'Hôpital de l'Océan a La Panne, famoso per aver curato numerosi soldati feriti della Grande guerra. Morì nell'affondamento del Lusitania.

## Biografia
Marie Pauline Valerie nasce a Ixelles nel 1872. Suo padre è l'ingegnere Désiré Émile Picard, fratello del famoso avvocato Edmond Picard. Sua madre è Julie Marie Victorine Héger, figlia di Constantin Héger e della sua seconda moglie. Marie cresce in una famiglia borghese con buone basi culturali anche se, come capitava spesso all'epoca, la sua formazione è prettamente artistica, incentrata sul disegno. D'altronde la zia Louise Héger è una pittrice belga. La sua vita cambierà molto dopo l'incontro con Antoine Depage, l'uomo che diventerà suo marito, conosciuto nel 1890 grazie all'amicizia che lo lega allo zio Paul Héger. Lo zio l'ha scelto come medico per il padre Constantin, che la stessa Marie aiuta a curare. I frequenti incontri sfociano in matrimonio l'otto agosto 1893. La coppia avrà quattro figli: Pierre, che seguirà le orme paterne diventando medico e senatore, il secondogenito che decede molto giovane di meningite, Lucien che si trasferirà in Congo e Henri che, colpito dalla poliomielite diventerà giurista.
Marie diventa la più stretta collaboratrice del marito. Grazie alle sue abilità artistiche realizza tutti i disegni anatomici che il marito utilizza per i suoi studenti in medicina. Nel 1902 insieme (Marie parla perfettamente inglese) si attivano per fondare la Società internazionale di chirurgia. Una delle sue più grandi realizzazioni è la creazione nel 1907 della prima Scuola belga per infermiere dipolmate. C'erano già stati due tentativi, uno nel 1887 e uno nel 1891, di creare questo tipo di scuola, che erano falliti. Fino ad allora infatti le cure infermieristiche erano prerogativa delle suore. L'idea di affidarle a dei laici era osteggiata dalla Chiesa e dalla borghesia, che considerava immorale per delle giovani donne di entrare in contatto con corpi maschili. La direzione della scuola, che prevede tre anni di formazione, è affidata a Edith Cavell, che farà venire numerose infermiere da Londra per insegnare alle nuove allieve, mentre Marie si occupa della gestione amministrativa dell'istituto.
Significativo è l'aneddoto del 1910, quando Antoine Depage chiede un'infermiera diplomata per assisterlo nella sua attività di chirurgo presso l’Hôpital Saint-Jean. La richiesta è accettata ma le religiose osteggiano la nuova arrivata e decidono addirittura di entrare in sciopero. Marie organizza rapidamente la sostituzione e questo permette di dimostrare che le infermiere diplomate sono in grado di fare funzionare il servizio di chirurgia.

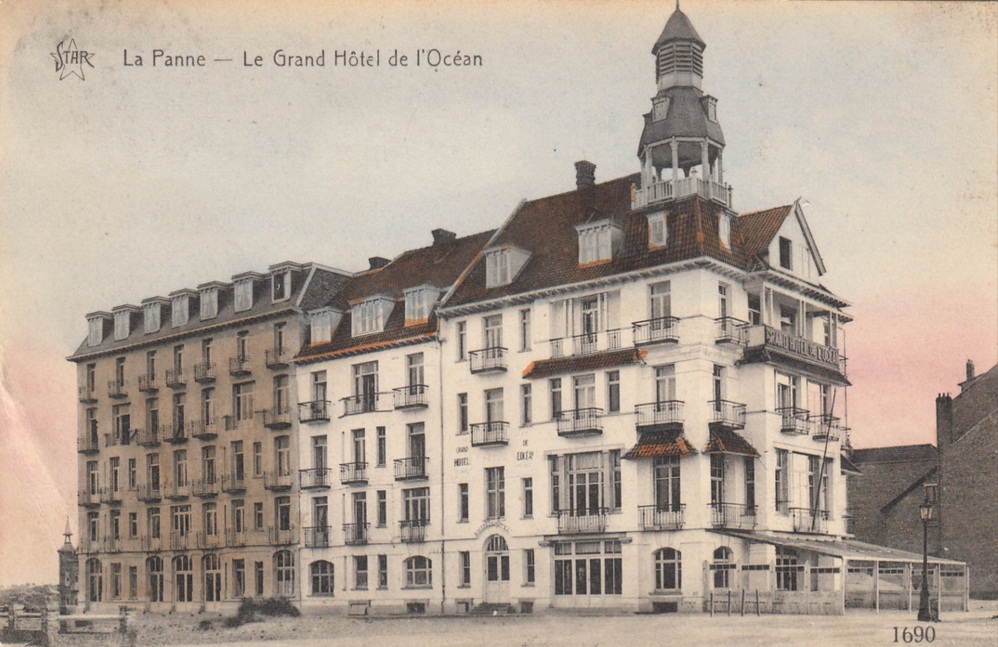
Grand Hotel de l'Océan a La Panne

Nel 1912 parte con il marito, il figlio Pierre di 18 anni e un gruppo di chirurghi della Croce rossa, per curare i feriti della Prima guerra balcanica. Allo scoppio della prima guerra mondiale si porta volontaria per lavorare presso l'ospedale che la Croce Rossa ha stabilito nel Palazzo Reale di Bruxelles. Già nel 1914, con il marito, si trasferisce nel nuovo ospedale che è stato istituito presso il Grand hôtel de l'Océan a La Panne. I coniugi Depage introducono nuovi metodi per la cura dei malati e i risultati si vedono, il tasso di mortalità e di amputazioni è nettamente inferiore alla media. L'ospedale trattò più di 50.000 soldati. 
Nonostante i risultati e l'appoggio del re e della regina, l'ospedale ha bisogno di fondi per funzionare e nel 1915 Marie parte alla volta degli Stati Uniti. In tre mesi riesce a raccogliere oltre centomila dollari. Il 1º maggio 1915 salpa da New York sul RMS Lusitania. Il 7 maggio è una delle 1201 vittime del suo famoso affondamento che avvenne al largo delle coste irlandesi. Secondo il racconto del dottor James Tilley Houghton, Marie lo aiutò a curare e salvare molte persone durante l'affondamento. Quando alla fine si gettarono in mare Marie fu avvolta dalle funi che galleggiavano in mare e morì affogata. Antoine Depage parte per Cobh, allora chiamato Queenstown, per rimpatriare il corpo della moglie. Al funerale parteciperanno anche il re e la regina, e il corpo di Marie viene sepolto presso l'ospedale l'Océan. Nel 1919, con la chiusura dell'ospedale, la salma viene trasferita al cimitero di Boitsfort.

## Riconoscimenti

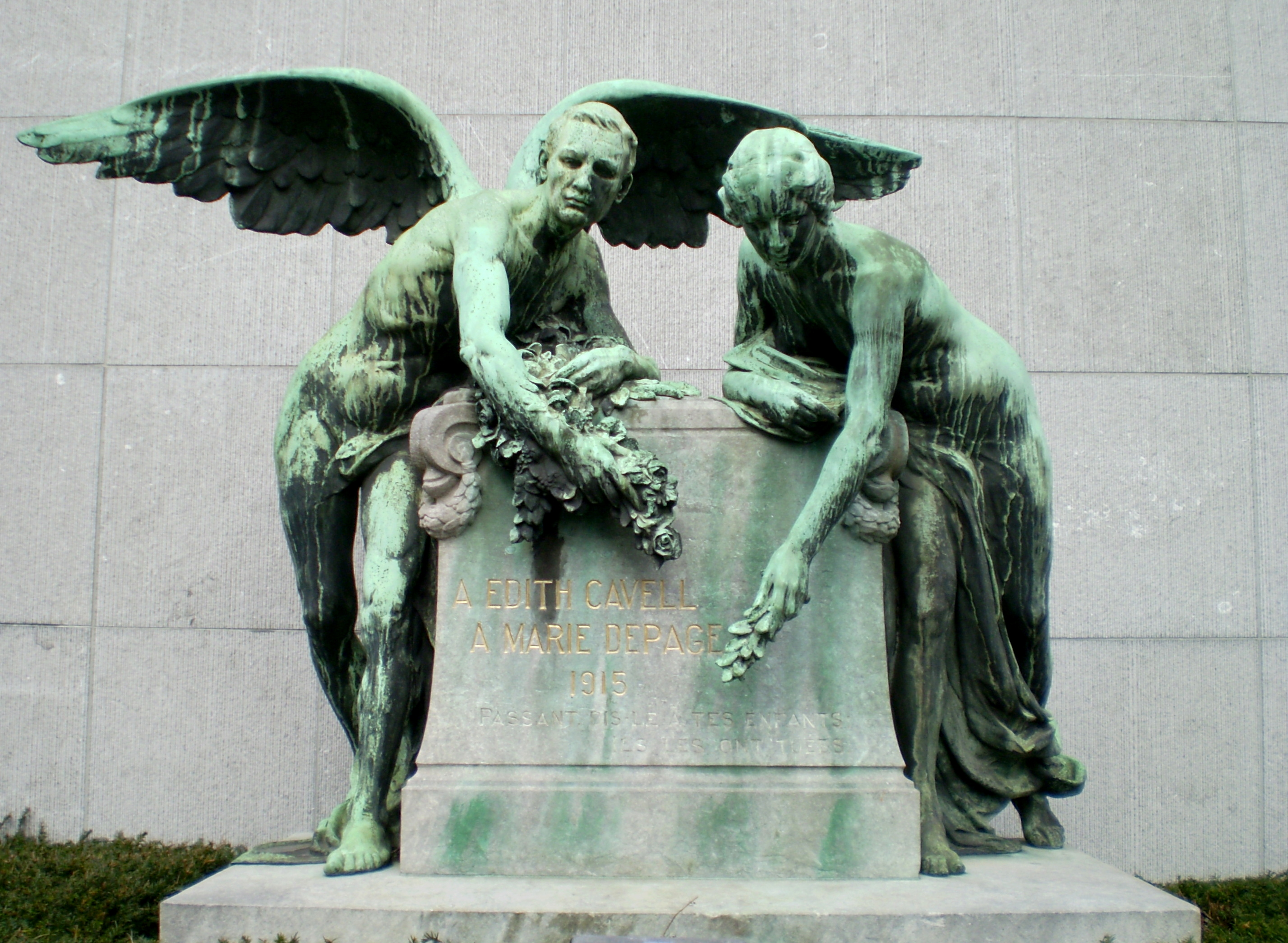
Monument Cavell-Depage Bxl

- Nel 1915 la città di  Pittsburgh la nomina cittadina onorarira.[8]
- Nel 1915 la Croce Rossa belga rende omaggio a Marie Depage e Edith Cavell, morte a sei mesi di distanza quello stesso anno, stampando una medaglia realizzata dallo scultore e medaglista belga Armand Bonnetain.[9]
- Nel 1915 Antoine Depage fonda l'Institut Marie Depage, in uno dei padiglioni dell'Ospedale Hôtel de l'Océan.[10]
- Nel 1920 viene inaugurato a Uccle, all'angolo fra la rue Edith Cavell e la rue Marie Depage un monumento a loro onore. L'opera è stata realizzata dallo scultore belga Paul Du Bois.